# 布蘭登 (明尼蘇達州)
布蘭登（英語：Brandon）是一個位於美國明尼蘇達州道格拉斯縣的城市。

## 人口
根據2020年美國人口普查的數據，布蘭登的面積為1.27平方千米，當中陸地面積為1.25平方千米，而水域面積為0.02平方千米。當地共有人口501人，而人口密度為每平方千米394人。